# Gentle Bridges - Conversations with the Dalai Lama on the Sciences of the Mind
A Gentle Bridges – Conversations with the Dalai Lama on the Sciences of the Mind (magyarul: Nemes hidak - párbeszédek a dalai lámával a tudat tudományáról) a Mind and Life intézet 14. dalai láma, Tendzin Gyaco jóváhagyásával készült könyv, amelyben bizonyos nyugati tudományok találkoznak a buddhizmus tudományos bölcsességeivel.

## Háttér
1987. októberében tudósok egy kis csoportja Észak-Indiába utazott, hogy találkozzon a magas rangú tibeti lámával. A tudósok közül mindenki érdekelt volt a Mind and Life intézet valamilyen modern tudományos kutatásában. Ezenfelül a többségük szintén érdeklődést mutatott a buddhizmus iránt. Hat napon át, reggel és délután, a tudósok tudományos párbeszédet folytattak a dalai lámával a spirituális vezető saját otthonában. Az eseményen jelen volt még két tibeti buddhista tudós, két tolmács és néhány szemlélődő. Két világhagyomány, Nyugat és a buddhizmus - kiemelkedő gondolkodóinak volt ez egy rendhagyó, alapos és baráti diskurzusa. Később kiderült, hogy ez az alkalom egy sor további konferenciát szül még a tudat és az élet témakörében.
A Gentle Bridges (Nemes hidak) a legelső alkalom szerkesztett dokumentációja, amelyben többek között olyan témák szerepelnek, mint például mi a tudat természete, lehet-e valaha a számítógépeknek tudatuk, tanulható-e az együttérzés, mikortól rendelkezik az emberi embrió tudattal? A könyvből kiderül, hogy nem kizárólag a dalai láma érdeklődik a nyugati tudományok iránt, hanem a tudatot kutató tudósok érdeklődését is felkeltette a tibeti buddhizmus.
Részt vevő tudósok:
- Newcomb Greenleaf, matematikus és mesterséges intelligencia kutató
- Jeremy Hayward, fizikus
- Robert Livingston, idegtudós
- Luigi Luisi, biokémikus
- Eleanor Rosch, kognitív pszichológus
- Francisco Varela, biológus